# Bom Jesus do Araguaia
Bom Jesus do Araguaia este un oraș în Mato Grosso (MT), Brazilia.